# Grotta di Varaha

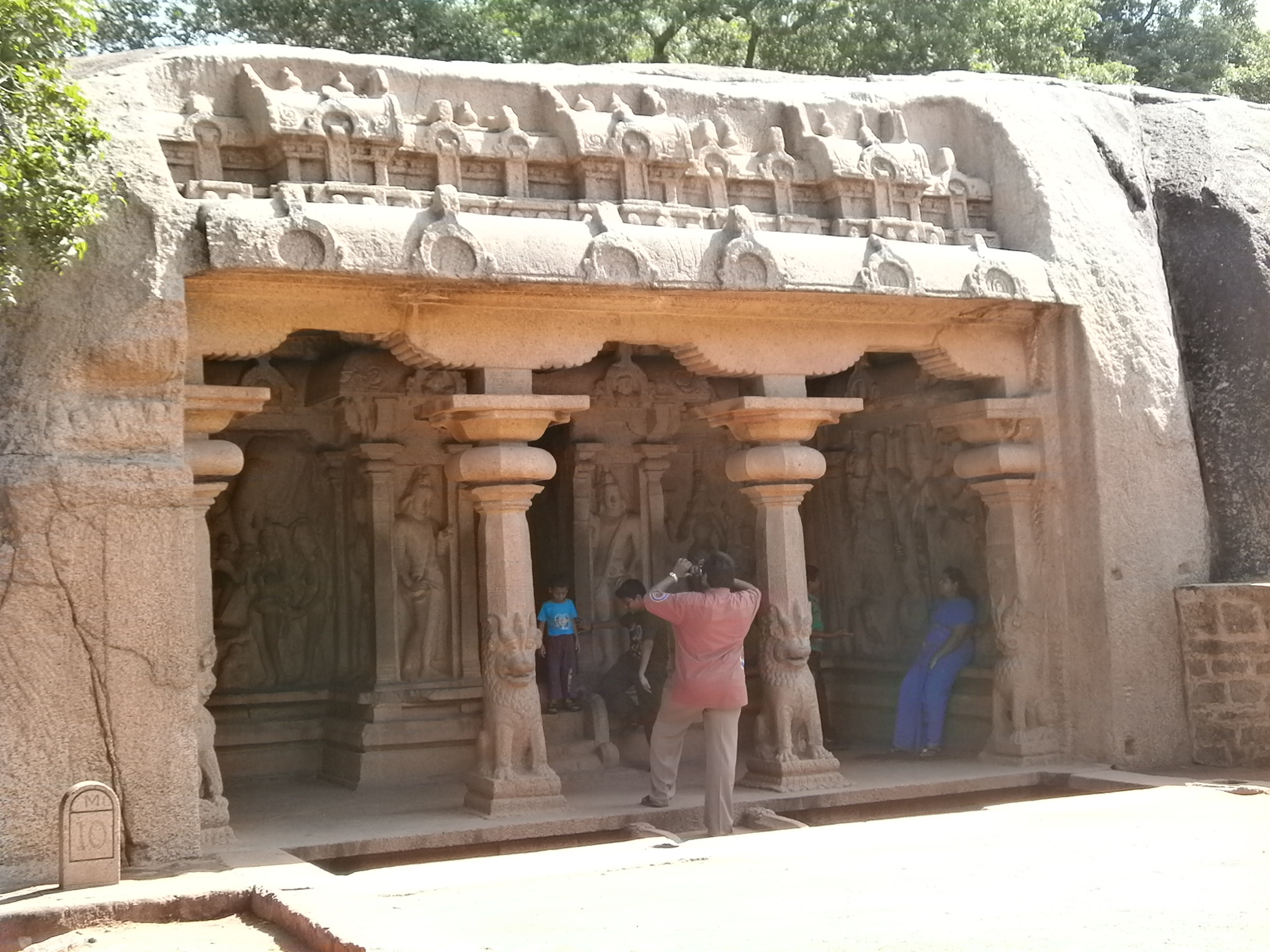
L'ingresso della grotta di Varaha.

La grotta di Varaha (chiamato anche tempio della cava di Adivaraha) è una roccia scolpita a forma templare situata a Mamallapuram davanti alla costa del Coromandel sulla baia del Bengala, nel distretto di Kanchipuram in Tamil Nadu, nell'India meridionale. Si tratta di uno dei siti più esemplari di architettura rupestre indiana, risalente con tutta probabilità alla fine del VII secolo.
Il tempio è uno dei patrimoni dell'umanità - come iscritto nel 1984 secondo i criteri I, II, III, IV - designati dall'UNESCO facente parte del gruppo di monumenti di Mahabalipuram. La scultura più importante della grotta è quella che rappresenta Visnù nella forma incarnata di un Varāha (o cinghiale) nell'atto di sostenere e sollevare Bhūmi, la madre terra dal mare. Vi si possono individuare anche molte altre figure mitologiche scolpite.
Il sito è parte integrante del villaggio moderno posizionato sulla cima della collina e si trova a circa 4 km dai principali ratha, dal tempio della spiaggia e dalle sette pagode di Mahabalipuram. Il tempio roccioso è anche dei migliori testimoni dell'architettura templare indù la cui origine risalirebbe al dio Vishvakarman, una delle tante grotte scolpite denominate anche mandapa dal nome dei suoi pilastri di cui sono costituite esternamente.

## Geografia

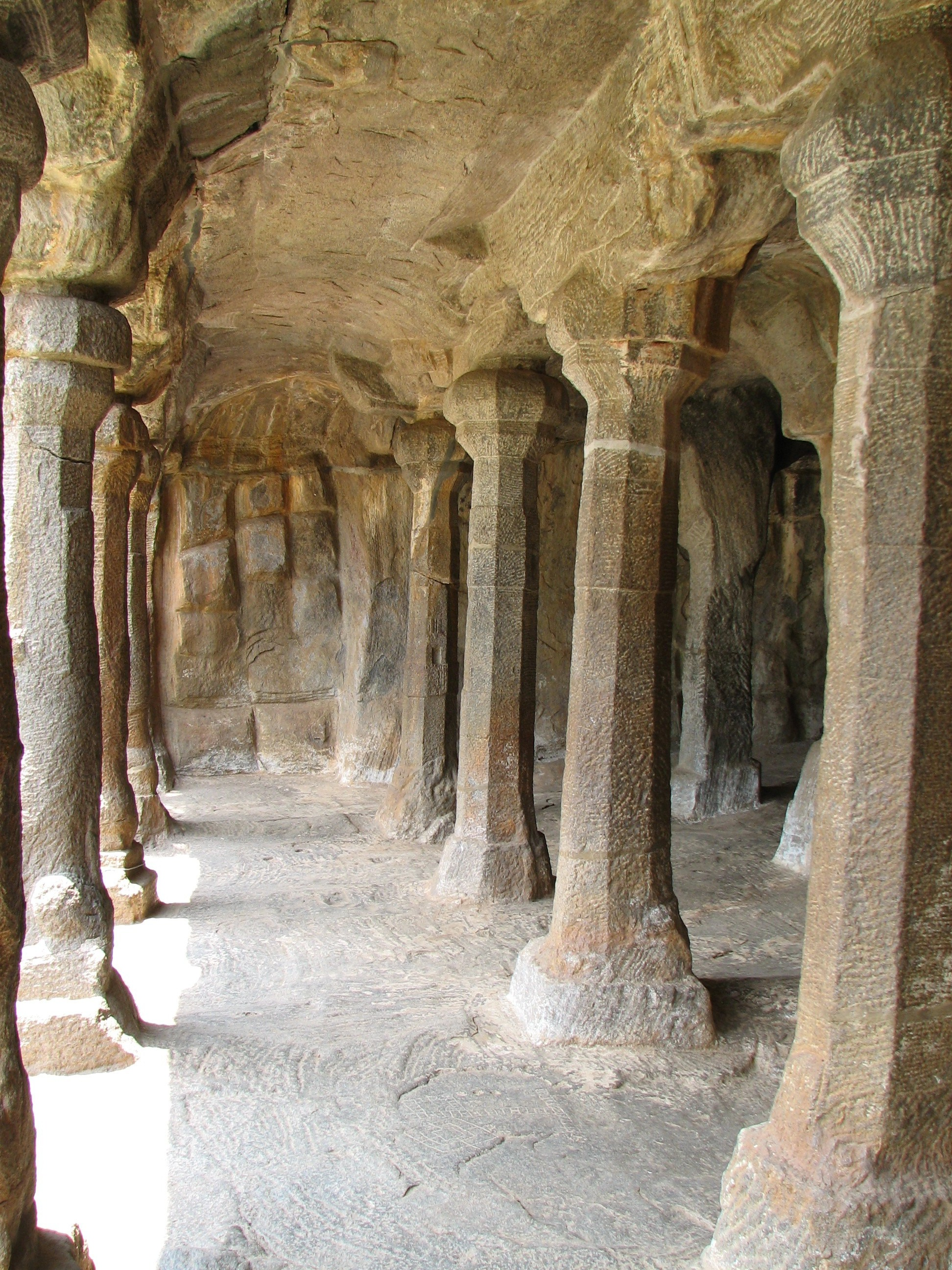
Le grandi colonne o mandapa scolpite all'interno della grotta.

Il tempio della grotta di Varaha si trova sulle colline della città prospiciente di Mahabalipuram, a 4 km (2,5 miglia) a nord degli altri principali siti di rathas, sulla costa del Coromandel sulla baia del Bengala davanti all'Oceano Indiano. Attualmente situata nel distretto di Kanchipuram, si trova all'incirca a 58 chilometri (36 miglia) dalla città di Chennai (precedentemente Madras) e a circa 20 miglia (32 km) da Chingelpet.

## Storia
La grotta riflette uno stile di transizione dell'architettura indigena del luogo, con le sue colonne montate su leoni seduti e affreschi scolpiti sulle pareti all'interno della grotta, stili tutti questi evolutisi durante il regno della dinastia Pallava col re Mahendra Varman I e Rajasimha o Narasimhavarman I e noto come Mamalla.
Questo stesso stile è stata continuato anche dal figlio di Mamalla, Parameshvaravarman I. La ricerca storica ha anche confermato che la città di Mahabalipuram ha iniziato ad essere stabilita in modo continuativo solo a seguito del regno del sovrano Mamalla, mentre le grotte e i ratha sono tutti attribuiti all'epoca del suo regno attorno alla metà del VII secolo d.C. È questo uno dei più antichi monumenti conosciuti in zona, anche se non il più visitato per colpa della sua posizione nascosta. La caratteristica distintiva dello stile Pallava è che la facciata della grotta è, senza eccezioni, costituita da colonne finemente scolpite e montate su leoni ritratti in una postura seduta.
La struttura fa parte del Gruppo di monumenti di Mahabalipuram, un sito divenuto patrimonio mondiale dell'UNESCO ed iscrittovi fin dal 1984.